# Ga Shinjuku
Ga Shinjuku (新宿駅 (Tân Túc dịch) Shinjuku-eki) là một ga đường sắt rất quan trọng nằm ở quận Shinjuku và Shibuya, Tokyo, Nhật Bản.
Đây là một hệ thống ga phức hợp kết nối nhiều tuyến tàu giữa các quận đặc biệt của Tokyo với Tây Tokyo bằng các tuyến đường sắt ngầm lẫn mặt đất, nhà ga phục vụ trung bình 3,64 triệu người mỗi ngày vào năm 2007, làm cho nó cho đến nay là nhà ga bận rộn nhất trên thế giới (và đã được ghi vào Sách Kỷ lúc Guinness thế giới). Bản thân ga có 36 sàn chờ, bao gồm trên mặt đất, ngầm và một lượng khổng lồ các đường hành lang kết nối, có khoảng hơn 200 cửa ra vào. 17 sàn chờ còn lại (tổng cộng 51 sàn chờ) liên kết 5 ga (của công ty vận hành khác) với ga chính bằng các đường liên thông mà không cần phải ra khỏi ga.

## Các tuyến đường sắt
Ga Shinjuku phục vụ các tuyến đường sắt dưới đây:
- Công ty Đường sắt Đông Nhật Bản (JR East):
  - ■ Tuyến Chuo Chính (Tốc hành đặc biệt)
  - JC Tuyến Chuo (tốc hành)
  - JB Tuyến Chuo-Sobu
  - JA Tuyến Saikyo
  - JS Tuyến Shonan-Shinjuku
  - JY Tuyến Yamanote
- Tập đoàn Keio:
  -  Tuyến Keio
  -  Keio Mới
- Công ty Đường sắt điện Odakyu:
  -  Tuyến Odakyu Odawara
- Toei Subway:
  - E Tuyến Toei Oedo
  - S Tuyến Toei Shinjuku
- Tokyo Metro:
  - M Tuyến Marunouchi

## Bố trí nhà ga

### JR East
Ga được bao chung quanh bởi nhiều tuyến đường sắt của Công ty Đường sắt Đông Nhật Bản (JR East). Bao gồm 8 đảo sàn chờ (mỗi đảo phục vụ 2 đường ray - tổng cộng 16 đường ray) dọc trục Bắc-Nam, kết nối với nhau bằng hai cầu vượt trên không và hai công trình ngầm dưới đất. Đa phần các tuyến của JR tại đây là các tuyến hết sức quan trọng kết nối vùng đô thị và ngoại ô lớn chung quanh, còn lại là các tuyến tốc hành đường dài đi Kōfu và Matsumoto bởi Tuyến Chūō Chính, Narita Express đến sân bay Narita, và liên kết với Công ty đường sắt Tobu tới Nikkō và khu suối nước nóng Kinugawa Onsen. Tính riêng nhà ga của JR đã có trung binh 1,5 triệu hành khách mỗi ngày.
| 1    | ■ Tuyến Saikyō, Tuyến Rinkai                                    | hướng Shibuya, Ōsaki, và Shin-Kiba hướng về Ikebukuro, Ōmiya, và Kawagoe |  |
| 1    | ■ Tuyến Shōnan-Shinjuku (Thông qua Tuyến Tōkaidō Chính)         | hướng Yokohama, Ōfuna, Fujisawa, Chigasaki, Hiratsuka, Kōzu, và Odawara  |  |
| 1    | ■ Tuyến Shōnan-Shinjuku (Thông qua Tuyến Yokosuka)              | hướng Yokohama, Ōfuna, Kamakura, và Zushi (một số từ sàn chờ số 2)       |  |
| 2    | ■ Tuyến Saikyō, Tuyến Rinkai                                    | hướng Shibuya, Ōsaki, Shin-Kiba hướng về Ikebukuro, Ōmiya, và Kawagoe    |  |
| 3    | ■ Tuyến Saikyō                                                  | hướng Ikebukuro, Ōmiya, và Kawagoe                                       |  |
| 4    | ■ Tuyến Saikyō                                                  | hướng Ikebukuro, Ōmiya, và Kawagoe                                       |  |
| 4    | ■ Tuyến Shōnan-Shinjuku (Thông qua Tuyến Takasaki)              | hướng Ōmiya, Kumagaya, và Takasaki                                       |  |
| 4    | ■ Tuyến Shōnan-Shinjuku (Thông qua Tuyến Utsunomiya)            | hướng Ōmiya, Oyama, và Utsunomiya                                        |  |
| 5/6  | ■ Tốc hành đặc biệt Narita Express                              | hướng Sân bay Narita                                                     |  |
| 5/6  | ■ Tốc hành đặc biệt Nikkō/Kinugawa (thông qua Tuyến Tōbu Nikkō) | hướng Tōbu Nikkō và Kinugawa-onsen                                       |  |
| 5/6  | ■ Tốc hành đặc biệt Akagi                                       | hướng Takasaki và Maebashi                                               |  |
| 5/6  | ■ Tốc hành đặc biệt Super View Odoriko                          | hướng Atami, Ito, và Izukyu Shimoda                                      |  |
| 5/6  | ■ Home Liner Odawara                                            | hướng Odawara                                                            |  |
| 7/8  | ■ Tuyến Chūō(Tốc hành)                                          | hướng Ochanomizu, và Tokyo                                               |  |
| 7/8  | ■ Tốc hành đặc biệt Shinjuku Wakashio / Shinjuku Sazanami       | hướng Chiba, Awa-Kamogawa, và Tateyama                                   |  |
| 7/8  | ■ Home Liner Chiba                                              | hướng Chiba                                                              |  |
| 7/8  | ■ Ōme Liner                                                     | hướng Tokyo                                                              |  |
| 7/8  | ■ Tốc hành đặc biệt Azusa / Kaiji                               | hướng Tokyo và Chiba                                                     |  |
| 9/10 | ■ Tuyến Chūō (Tốc hành đặc biệt) Azusa / Kaiji                  | hướng Kōfu và Matsumoto                                                  |  |
| 9/10 | ■ Chūō Liner / Ōme Liner                                        | hướng Takao và Ōme                                                       |  |
| 11   | ■ Tuyến Chūō (Tốc hành)                                         | hướng Nakano, Tachikawa, Hachiōji, và Takao (giờ cao điểm ngày thường)   |  |
| 12   | ■ Tuyến Chūō (Tốc hành)                                         | hướng Nakano, Tachikawa, Hachiōji, và Takao                              |  |
| 13   | ■ Tuyến Chūō-Sōbu                                               | hướng Suidobashi, Akihabara, và Chiba                                    |  |
| 14   | ■ Tuyến Yamanote (ngược chiều kim đồng hồ)                      | hướng Harajuku, Shibuya, và Shinagawa                                    |  |
| 15   | ■ Tuyến Yamanote (thuận chiều kim đồng hồ)                      | hướng Ikebukuro, Tabata, Nippori, và Ueno                                |  |
| 16   | ■ Tuyến Chūō-Sōbu                                               | hướng Higashi-Nakano, Nakano, và Mitaka                                  |  |

- Cửa Nam của ga Shinjuku(JR) trước khi mở rộng năm 2016
- Sàn chờ Tuyến Yamanote trong giờ cao điểm buổi sáng
- Khu phức hợp phía Tây của ga Shinjuku
- Bố cục nhà ga

### Odakyu
Bến cuối của Tuyến Odakyu Odawara đặt song song với các sàn chờ mạn bên trái của Công ty Đường sắt Đông Nhật Bản(JR), và phục vụ trung bình 490.000 lượt hành khách mỗi ngày. Đây là một tuyến đi lại lớn kéo dài về phía tây nam băng qua các vùng ngoại ô trải tới thành phố biển Odawara và vùng núi Hakone. 10 sàn chờ được xây chia thành 2 tầng nằm trên khu cửa hàng cũng của Odakyu; ba tuyến dịch vụ tốc hành (6 sàn chờ) ở tầng nổi và hai tuyến (4 sàn chờ) nằm ở tầng bên dưới.
Các cửa an toàn giữa sàn chờ và đường ray cao ngang ngực được lắp đặt vào các sàn chờ 4 và 5 vào tháng 9 năm 2012.

#### Tầng nổi
| 1    | ■                                         | Không sử dụng |  |
| 2, 3 | ■ Tốc hành đặc biệt giới hạn "Romancecar" | hướng Odawara, Hakone-Yumoto, Fujisawa, Karakida và Gotemba                                                                                    |  |
| 4, 5 | ■ Tốc hành cao tốc                        | hướng Shin-Yurigaoka, Machida, Ebina, Hon-Atsugi, Shin-Matsuda, Odawara, Chūō-Rinkan, Yamato, Shōnandai và Fujisawa                            |  |
| 4, 5 | ■ Tốc hành                                | hướng Noborito, Shin-Yurigaoka, Machida, Ebina, Hon-Atsugi, Shin-Matsuda, Odawara, Chūō-Rinkan, Yamato, Shōnandai, Fujisawa và Katase-Enoshima |  |
| 4, 5 | ■ Bán tốc hành                            | hướng Hon-Atsugi |  |
| 6    | ■                                         | (dự bị) |  |

#### Tầng ngầm
| 7    | ■       | (dự bị)                                         |
| 8, 9 | ■ Local | hướng Shin-Yurigaoka, Sagami-Ono, và Hon-Atsugi |
| 10   | ■       | (dự bị)                                         |

### Keio

#### Tuyến Keio
Tuyến Keio nằm ở phía Tây của các tuyến Odakyu, 2 tầng bên dưới khu cửa hàng của Keio. Có 3 sàn chờ trải dọc theo trục bắc-nam. Hàng ngày phục vụ xấp xỉ 720.000 lượt hành khách, và trở thành ga không trực thuộc JR Group bận rộn nhất Nhật Bản. Các tuyến này liên kết Shinjuku qua các vùng đô thị tới thành phố Hachiōji về phía Tây. Các cửa an toàn giữa sàn chờ và đường ray cao ngang ngực cũng được ra mắt trên Tuyến Keio và tháng 3 năm 2014. Các cửa này có các màu sắc khác nhau cho mỗi sàn chờ. Sàn chờ số 2 có cửa màu xanh lá cây.
| 1 | ■ Local                                                                                         | hướng Meidaimae, Chōfu, Keio Tama Center, Hashimoto, Keio Hachiōji, và Takaosanguchi |
| 2 | ■ Keio Liner, Tốc hành đặc biệt, Bán đặc biệt tốc hành, Tốc hành, Bánh tốc hành, Cao tốc, Local | hướng Meidaimae, Chōfu, Keio Tama Center, Hashimoto, Keio Hachiōji, và Takaosanguchi |
|   | ■                                                                                               | (dự bị)                                                                              |
| 3 | ■ Tốc hành đặc biệt, Bán đặc biệt tốc hành, Tốc hành, Bán tốc hành, Cao tốc                     | hướng Meidaimae, Chōfu, Keio Tama Center, Hashimoto, Keio Hachiōji, và Takaosanguchi |

Tuyến ngầm Toei Shinjuku và Tuyến Keiō Mới chia sẻ chung cơ sở hạ tầng với nhau hợp thành Ga Keiō New Line Shinjuku (新線新宿駅 (Tân Tuyến Tân Túc Dịch) Shinsen Shinjuku-eki) có 2 sàn chờ dọc trục đông-tây 5 tầng dưới đường Kōshū Kaidō, ở phía Tây Nam của khu ga JR. Nó được quản lý bởi Tập đoàn Keio nhưng ở một vị trí riêng biệt với khu ga Keio chính. Đi tiếp xuống phía Nam (và đi sâu thêm xuống) là hai sàn chờ của Tuyến tàu điện ngầm Toei Ōedo.

#### Tuyến Keio Mới và Tuyến Toei Shinjuku
| 4 | ■ Tuyến Keio Mới      | hướng Hatsudai, Hatagaya, Meidaimae, Chōfu, và Hashimoto    |
| 5 | ○ Tuyến Toei Shinjuku | hướng Ichigaya, Kudanshita, Jimbocho, Ōjima, và Moto-Yawata |

### Tuyến ngầm Toei

#### Tuyến Toei Oedo
| 6 | ○ Tuyến Toei Oedo | hướng Roppongi và Daimon      |
| 7 | ○ Tuyến Toei Oedo | hướng Tochōmae và Hikarigaoka |

### Tokyo Metro

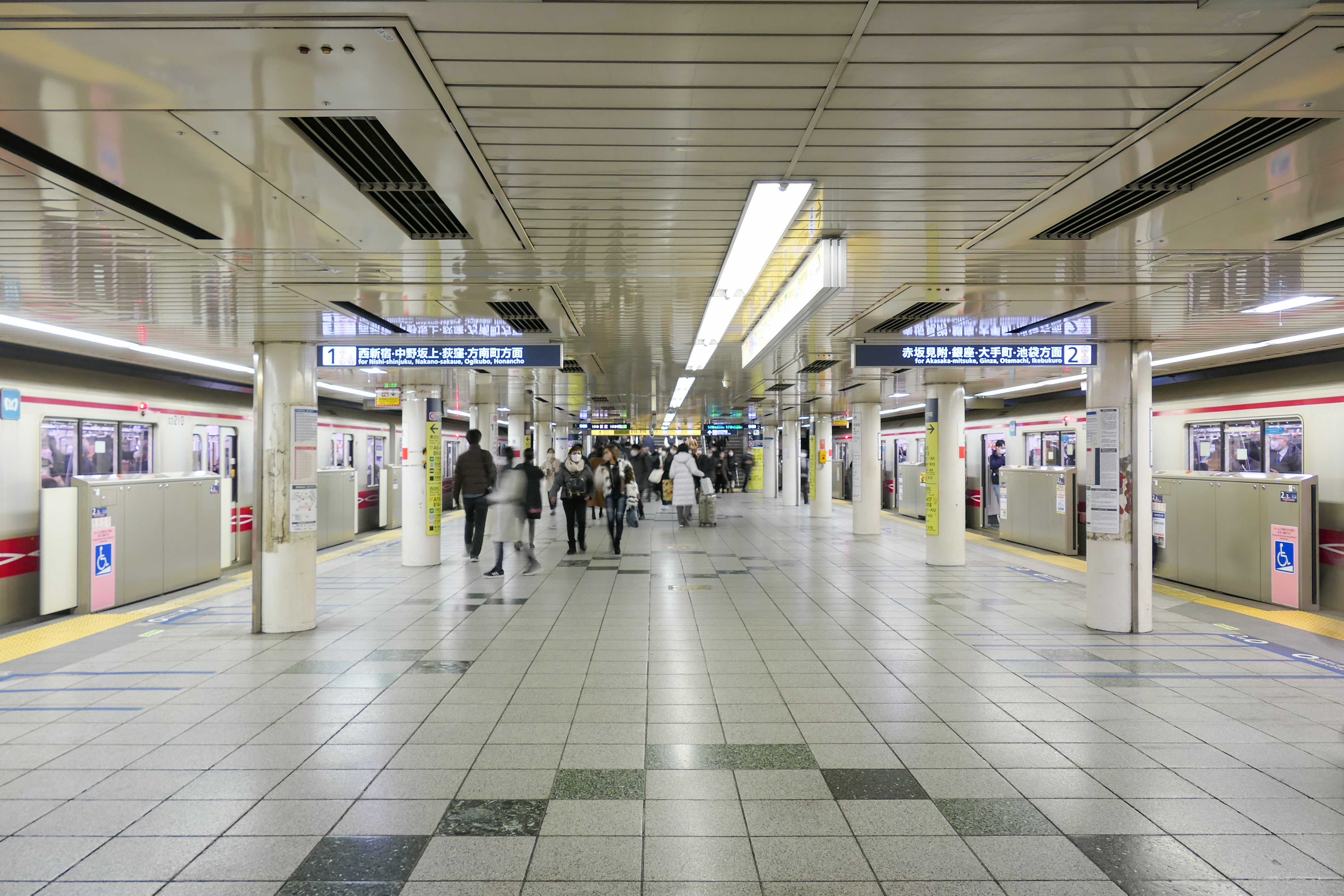
Sàn chờ của Tuyến Tokyo Metro Marunouchi

Hai chiều của Tuyến Marunouchi ngầm của Tokyo Metro dọc trục đông-tây về phía Bắc của khu ga JR và Odakyu, nằm ngay dưới khu mua sắm ngầm Metro Promenade.
| 1 | ○ Tuyến Marunouchi | hướng Nakano-sakaue, Ogikubo, và Hōnanchō            |
| 2 | ○ Tuyến Marunouchi | hướng Akasaka-mitsuke, Ginza, Ōtemachi, và Ikebukuro |

### Các khu thương mại phức hợp

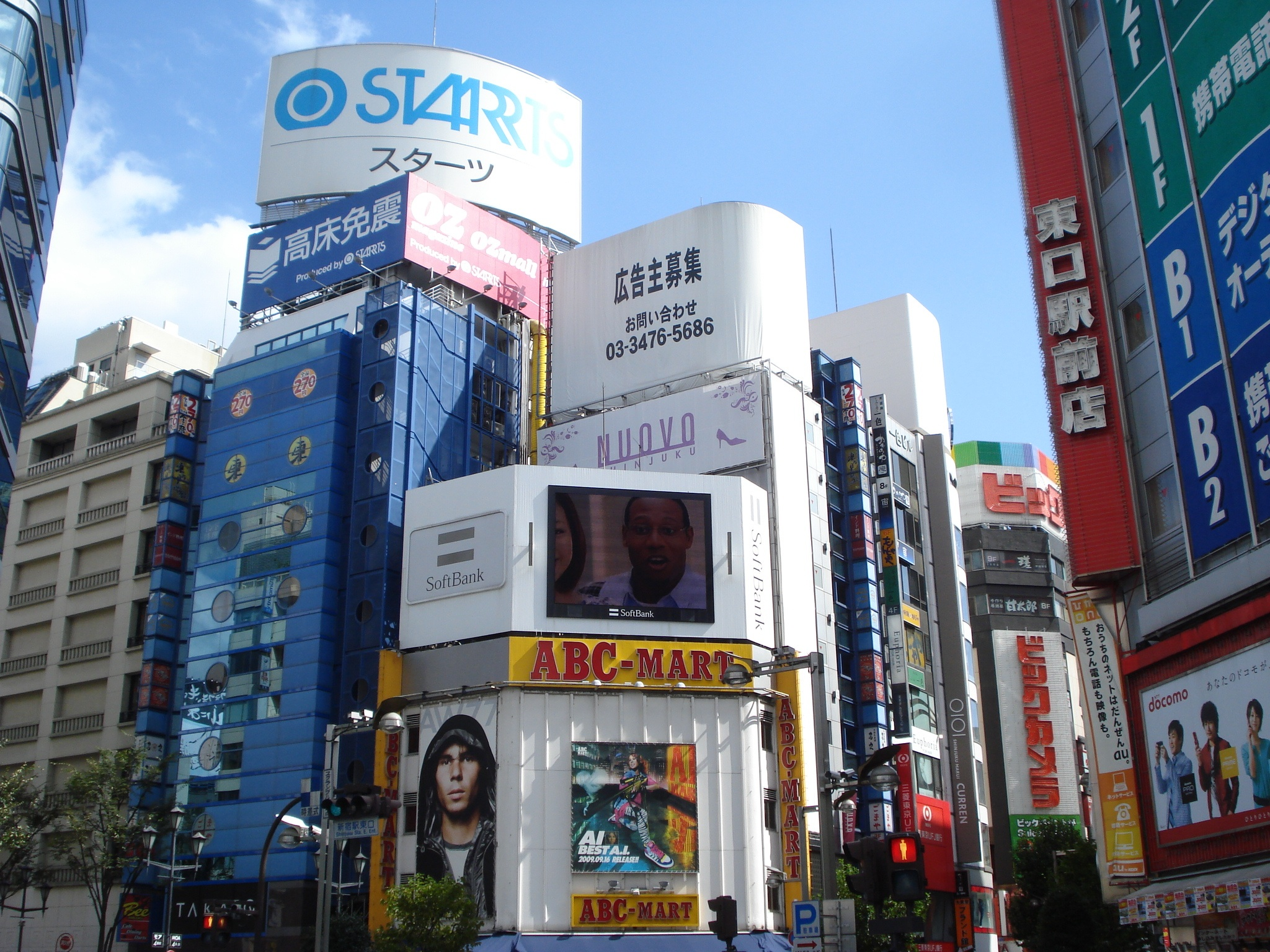
Cửa Đông của Ga Shinjuku

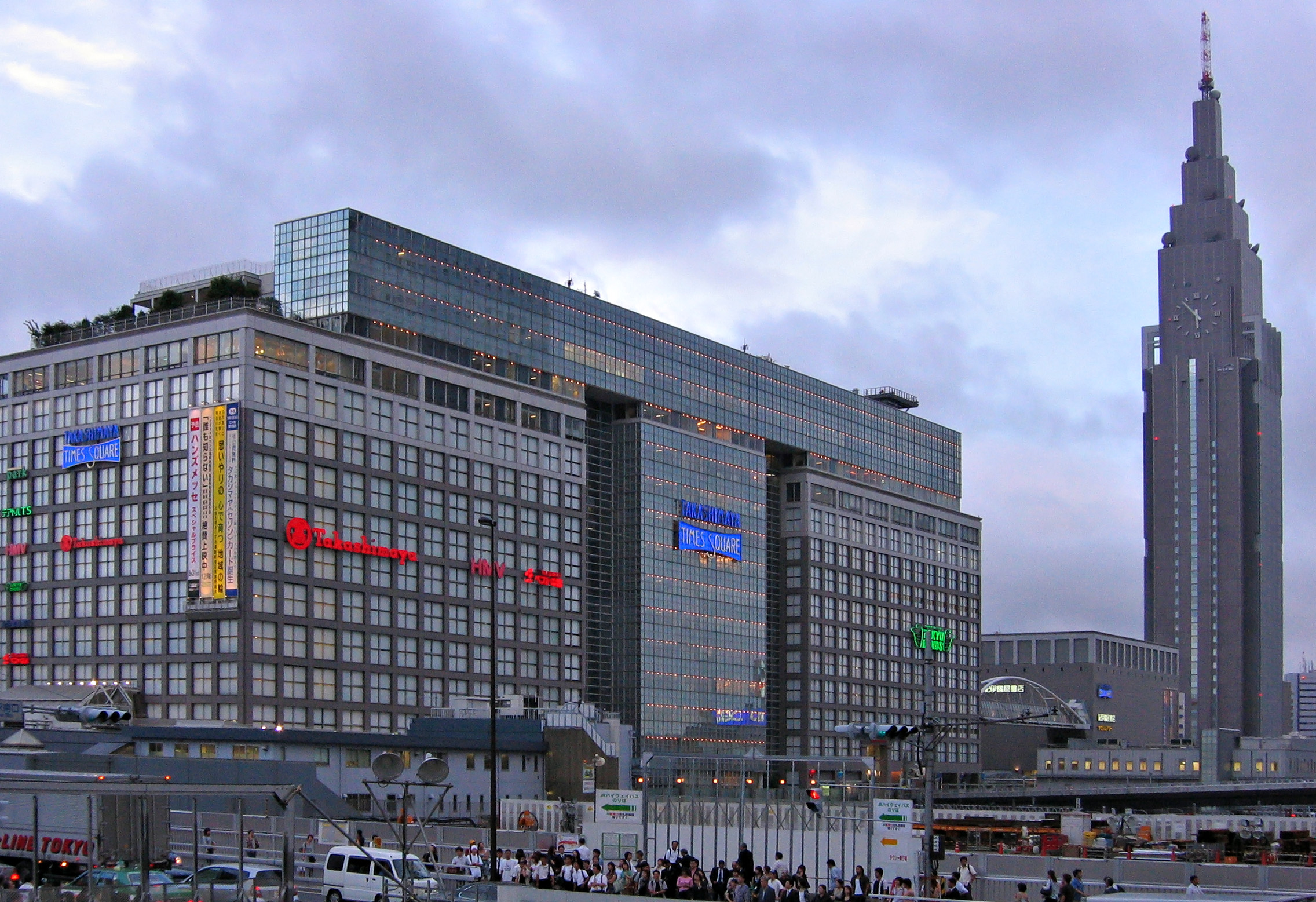
Cửa Nam của Ga Shinjuku

Rất nhiều khu buôn bán và mua sắm được xây dựng ngay trong ga. Đó là
- Lumine Est – ở Cửa Tây của ga JR
- Khu mua sắm Odakyu – ở khu ga của Odakyu
- Odakyu Mylord – cuối phía Nam của khu ga của Odakyu
- Khu mua sắm Lumine 1 – ở khu ga của Keio
- Khu mua sắm Lumine 2 – ở Cửa Nam của ga JR và các cửa ra Lumine
- Khu cửa hàng Keio – ở khu ga của Keio
- Keio Mall – ngầm, về phía tây nam của khu ga của Keio
- Odakyu Ace – ngầm dưới bến xe buýt ở Cửa Tây.

Ngoài ra, khu mua sắm ngầm Metro Promenade, quản lý bởi Tokyo Metro, mở rộng về phía Đông bên dưới đường Shinjuku-dori bằng đường ngầm nối tới ga liền kề là Shinjuku-sanchōme, có tới 60 cửa ra-vào ga suốt chiều dài của nó. Khu Metro Promenade lần lượt kết nối với Shinjuku Subnade, một khu mua sắm ngầm khác, sẽ dẫn đến ga Seibu-Shinjuku của Công ty đường sắt Seibu (Seibu Railway).
Ga Shinjuku kết nối trực tiếp tới 5 ga khác bằng các đường bộ hành ngầm và các khu mua sắm thương mại, đó là:
- Ga Nishi-Shinjuku (Tuyến Tokyo Metro Marunouchi)
- Ga Seibu Shinjuku (Tuyến Seibu Shinjuku)
- Ga Shinjuku-nishiguchi (Tuyến Toei Ōedo)
- Ga Shinjuku-sanchōme (Tuyến Tokyo Metro Marunouchi, Tuyến Tokyo Metro Fukutoshin, và Tuyến Toei Shinjuku)
- Ga Tochōmae (Tuyến Toei Ōedo)

Các ga (trong vòng 500m đi bộ) nhưng không kết nối trực tiếp trong ga, đó là:
- Ga Shinjuku-gyoemmae
- Ga Yoyogi
- Ga Higashi-Shinjuku
- Ga Okubo
- Ga Shin-Okubo
- Ga Minami-Shinjuku

### Các bến xe buýt
Có một bến xe buýt ở cửa Tây phục vụ cả chặng ngắn lẫn đường dài, một bến xe buýt cao tốc của JR ở Cửa Nam Mới.
Vào 4 tháng 4 năm 2016, một bến mới và khu phức hợp thương mại gần cửa Nam, có tên là Busta Shinjuku, được đưa vào sử dụng. Có một lượng các kể các xe buýt và xe buýt liên thông sân bay hoạt động tại bến này.

## Thống kê hành khách
Bảng dưới đây liệt kê số liệu chính thức lượng hành khách vào ra (ngoại trừ JR East) hàng ngày được đưa ra bởi các công ty quản lý ga. Bảng thống kê cho JR East chỉ bao gồm lượng khách vào.
| Công ty quản lý | Công ty quản lý | Số lượng                               | Năm tài chính | Nguồn                               | Ghi chú                                                 |
| --------------- | --------------- | -------------------------------------- | ------------- | ----------------------------------- | ------------------------------------------------------- |
| JR East         | JR East         | 751.018 (chỉ tính lượng khách lên tàu) | 2013          | [ 6 ]                               | Chỉ tính lượng khách lên tàu. Ga bận rộn nhất Nhật Bản. |
| Odakyu          | Odakyu          | 494.184                                | 2013          | [ 7 ]                               | Ga bận rộn nhất của Odakyu                              |
| Keio            | Keio            | 730.849                                | 2013          | [ 8 ]                               | Ga bận rộn nhất của tư nhân (không phải JR)             |
| Tokyo Metro     | Tokyo Metro     | 227.366                                | 2013          | [ 9 ]                               | Ga bận rộn thứ sáu của Tokyo Metro                      |
| Toei            | Tuyến Shinjuku  | 266.869                                | 2013          | 134.185 lượt vào và 132.684 lượt ra | Ga bận rộn nhất của Toei                                |
| Toei            | Tuyến Oedo      | 133.075                                | 2013          | 64.701 lượt vào và 68.374 lượt ra   | Ga bận rộn nhất của Toei                                |

Thống kê lượng hành khách (chỉ tính lượng lên tàu) của ga Shinjuku của JR East (tiền thân là JNR).
| Năm tài chính | Lượng trung bình hàng ngày |
| ------------- | -------------------------- |
| 1913          | 5.052                      |
| 1960          | 305.236                    |
| 1971          | 614.419                    |
| 1984          | 648.659                    |
| 2000          | 753.791                    |
| 2005          | 747.930                    |
| 2010          | 736.715                    |
| 2011          | 734.154                    |
| 2012          | 742.833                    |
| 2013          | 751.018                    |

## Lịch sử

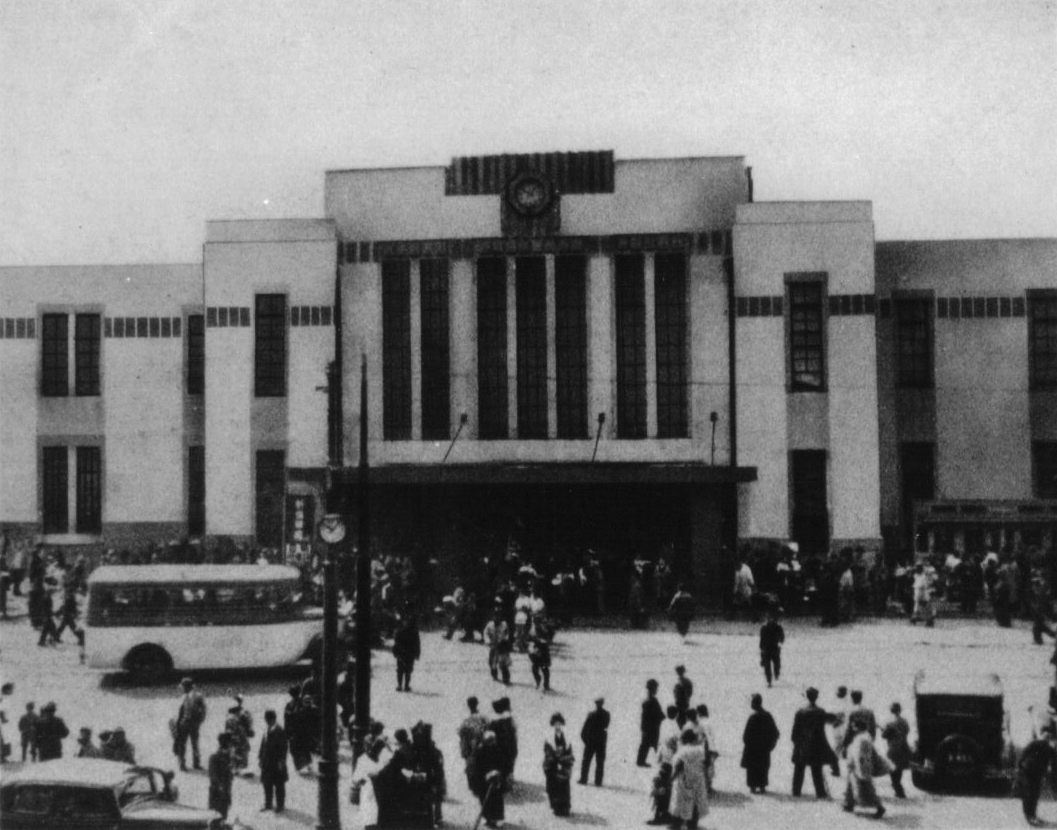
Ga Shinjuku năm 1925

Ga Shinjuku mở cửa vào năm 1885, và là một trạm dừng trên Tuyến Akabane-Shinagawa của JNR (nay là một phần của Tuyến Yamanote). Ga Shinjuku khi ấy vẫn còn khá vắng vẻ và thưa thớt người sử dụng. Việc mở Tuyến Chūō (1889), Tuyến Keiō (1915) và Tuyến Odakyū (1923) đã làm bùng nổ nhu cầu đi lại qua đay.
Kondo Kensaburo, nhà quy hoạch đô thị của Chính phủ Nhật Bản đã đề xuất một cải tổ lớn năm 1933, bao gồm một quảng trường rộng lớn ở phía tây hoàn thành năm 1941. Kế hoạch của Kondo bao gồm cả kết nối Tuyến Tokyu Toyoko bằng một ga ngầm mới ở phía Tây của ga Shinjuku, và xây dựng một đường ngầm đông-tây kết nối phục vụ Công ty Đường sắt Seibu và Công ty Đường sắt Tokyo Kosoku (tiền thân của Tokyo Metro), trong khi các tuyến của Keio và Odakyu sẽ sử dụng các ga trên mặt đất về phía Tây của ga JR. Các kế hoạch này đã bị đình chỉ khi bắt đầu Chiến tranh Thế giới thứ hai nhưng vẫn ảnh hưởng đến bố cục hiện tại của khu vực quanh ga. Các dịch vụ ngầm cuối cùng được bắt đầu vào năm 1959.

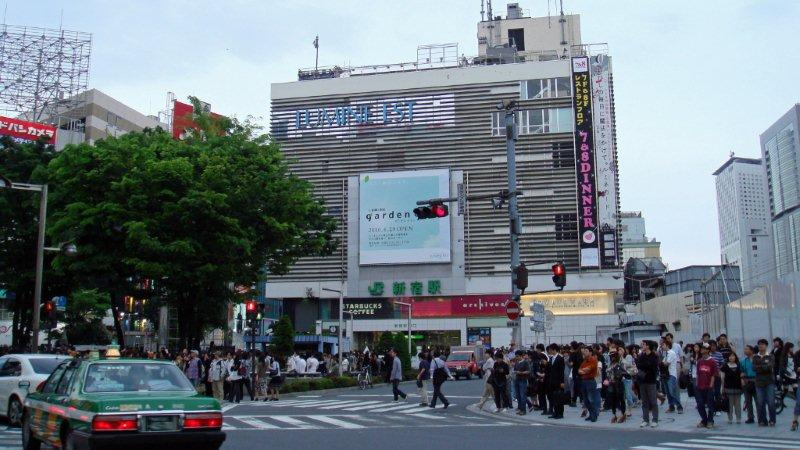
Tòa nhà Lumine Est, ban đầu thiết kế để tích hợp với Tuyến Seibu Shinjuku ở tầng hai

Tuyến Seibu Shinjuku đã được kéo dài từ Takadanobaba đến Seibu Shinjuku vào năm 1952. Seibu Shinjuku được xây dựng như một ga tạm thời để tái cấu trúc lại mặt phía Tây của ga Shinjuku, sau đó sẽ hình thành một hệ thống tòa nhà - ga lớn Seibu có nhà ga đặt ở tầng hai. Seibu sau đó là từ bỏ kế hoạch này do thiếu diện tích cho các tàu dài hơn 6 toa; tòa nhà này giờ đây tên là Lumine Est và vẫn giữ lại một số tính năng thiết kế ban đầu dự định để phục vụ tàu điện (đặc biệt, là cấu tạo trần rất cao ở tầng 1 và trần rất thấp ở tầng 2). Cuối những năm 80, Seibu có kế hoạch xây một ga ngầm ở mặt phía Đông của Shinjuku, nhưng đã bị trì hoãn mãi mãi năm 1995 do chi phí và tăng trưởng hành khách giảm.
Tháng 8, 1967, một tàu vận tải nhiên liệu máy bay hướng đến các căn cư không quân Mỹ tại Tachikawa và Yokota đã va chạm với một tàu vận tải khác và bắt lửa trên đường ray của Tuyến Chūō (tốc hành). Vụ việc đã gây ra tranh cãi chính trị tại Nhật Bản liên quan đến Chiến tranh Việt Nam. Ga đã là một địa điểm chính cho các cuộc biểu tình của sinh viên vào năm 1968 và 1969, đỉnh cao của bất ổn dân sự tại Nhật thời hậu chiến. Vào 21 tháng 10 năm 1968, 290.000 người diễu hành tham gia Ngày chống chiến tranh Quốc tế tổ chức tại ga Shinjuku làm các tàu dừng hoạt động. Tháng 5 và tháng 6 năm 1969, thành viên của các nhóm phản chiến Beheiren mang theo đàn ghi ta và tự gọi mình là "những du kích dân tộc" hàng tuần dẫn đầu các phong trào hát tập thể ở các khu ngầm, bên mạn phía Tây của ga, thu hút tới hàng ngàn người. Những người tham gia mô tả đây như là một "khu vực hòa bình" và là một "cộng đồng của sự gặp gỡ". Tháng 7, cảnh sát chống bạo động đã phải giải tán bằng hơi cay và thay đổi các biển báo trong ga thành "West Exit Concourse" thay vì "West Exit Plaza". Sự cố này là bước lùi đáng kể đối với các hoạt động xã hội ở Tokyo.
Đã có kế hoạch tại nhiều thời điểm trong lịch sử để kết nối Shinjuku và mạng lưới Shinkansen. Năm 1973, Kế hoạch kết nối Shinkansen biến ga Shinjuku thành bến cuối cùng phía Nam của tuyến Jōetsu Shinkansen đến Niigata. Nhưng rồi việc xây dựng đoạn Ōmiya-Shinjuku không được thực thi, ngày nay tuyến Jōetsu dừng tại ga Tokyo, và khu vực dành cho việc kết nối vẫn được giữ lại tại ga Shinjuku.
Vào ngày 5 tháng 5 năm 1995, giáo phái cực đoan Aum Shinrikyo đã cố gắng thực hiện một vụ khủng bố hóa học bằng cách đặt các bình khí xyanua trong một toa lét ở khu ga ngầm, chỉ một tháng sau vụ Tấn công sarin tàu điện ngầm Tokyo làm 13 người thiệt mạng, 50 người bị thương nặng, ảnh hướng tới 6.252 người, trong đó có 984 trường hợp bị các vấn đề tạm thời về mắt. Lần này cuộc tấn công đã bị ngăn chặn bởi các nhân viên đã dập tắt được vật liệu cháy.
Một cuộc mở rộng quy mô lớn ở khu ga của JR được hoàn thành vào tháng 4 năm 2016, bao gồm xây mới một tòa tháp văn phòng 32 tầng, bến xe buýt, bến xe taxi, và rất nhiều các cửa hàng, nhà hàng.

### Ga Keiō Shinjuku

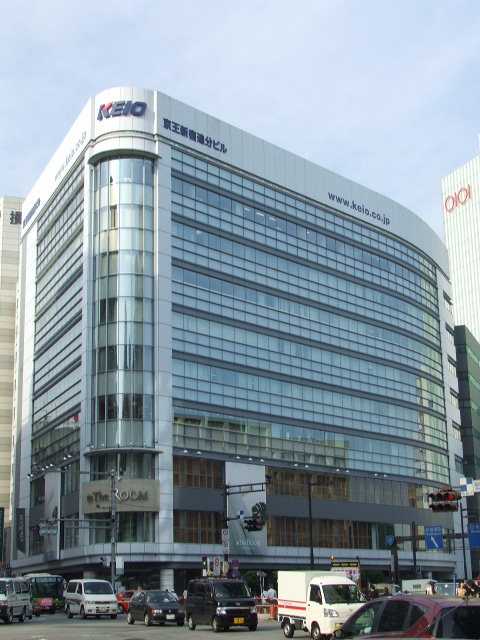
Tòa nhà Keio Shinjuku Oiwake, địa điểm trước đây đặt nhà ga cũ

Khi Tuyến Keio kéo dài đến Shinjuku năm 1915, nó được bố trì vào phía Đông của ga đường sắt chính phủ (nay là của JR). Tên bản đầu là Ga Shinjuku-Oiwake (新宿追分駅 (Tân Túc Truy Phân Dịch) Shinjuku Oiwake eki) đặt trên con phố gần trung tâm mua sắm Isetan. Năm 1927, ga được di chuyển từ phố vào gần hơn với ga JR. Tòa nhà là ga trước đây trở thành khu mua sắm. Ga được chuyển tên thành Yotsuya-Shinjuku Station (四谷新宿駅 (Tứ Cốc Tân Túc Dịch) Yotsuya Shinjuku eki) vào năm 1930 và lấy lại tên ban đầu là Ga Keiō Shinjuku (京王新宿駅 (Kinh Vương Tân Túc Dịch) Keiou Shinjuku eki) năm 1937.
Các tuyến đường ray của ga nằm trên xa lộ Kōshū Kaidō, cắt qua Tuyến Yamanote và Tuyến Chūō ở trước Cửa Nam của Ga Shinjuku thông qua một cây cầu. Tuyến Keiō có một ga khác liên thông với Ga Shinjuku, tên là Ga Teishajō-mae (停車場前駅 (Đình Xa Trường Tiền Dịch)) sau đó đổi tên vào năm 1937 thành Shōsen Shinjuku Ekimae Station (省線新宿駅前駅 (Tỉnh Tuyến Tân Túc Dịch Tiền Dịch)).
Tháng 7, 1945, nhà ga của Tuyến Keiō được di chuyển sang vị trí hiện tại, nằm trên mặt đất, về phía Tây của Ga Shinjuku. Ga Keiō Shinjuku và Shōsen Shinjuku Ekimae Station bị đóng cửa. Lí do là các tàu phải rất khó khăn để lên dốc cây cầu bắc qua các tuyến đường sắt chính phủ sau khi một trạm biến áp gần đó bị ném bom trong đợt không kích oanh tạc Tokyo, chiến tranh Thế giới thứ hai. Địa điểm đặt Ga Keiō Shinjuku gần Ga ngầm Shinjuku-Sanchōme ngày nay mọc lên 2 tòa nhà thuộc quản lý của Keiō: Keiō Shinjuku Sanchōme và Keiō Shinjuku Oiwake.